# Genitiv
Ejefald eller genitiv (latin casus genetivus "oprindelsesfald") er en kasus.
Genitiv bruges ofte til at betegne ejerforhold i bred forstand. F.eks. mandens hat, hundens hale. Men som udgangspunkt er genitiv blot en kasus, der knytter to substantiver (evt. et substantiv og et adjektiv) sammen uden en bestemt betydning. Genitiv kan desuden i en del sprog, f.eks. tysk, latin og græsk, også bruges efter visse verber og visse præpositioner – det sidste har vi rester af på dansk efter præpositionen til: til lands, til fods, til vands.
I den latinske skolegrammatik har man identificeret disse former for genitiv:
- genetivus possesivus (ejergenitiv): mandens hat
- genetivus qualitatis (egenskabsgenitiv): "en første klasses forestilling"
- genetivus partitivus (delens genitiv): husets nederste etage
- genetivus subjectivus (subjektiv genitiv): Folketingets beslutning (svarer til subjekt) for det tilsvarende verbum)
- genetivus objectivus (objektiv genitiv): Cæsars drab = drabet på Cæsar (svarer til objekt) for det tilsvarende verbum)
- genetivus explicativus / definitivus (forklaringsgenitiv): en tre kilometers rejse =en rejse på tre kilometer
- genetivus auctoris ("forfattergenitiv"): denne bogs forfatter = forfatteren til denne bog

Subjektiv og objektiv genitiv (et eksempel):
Englænderne bombarderede København i 1807. 

Subjekt (grundled): englænderne; verballed (udsagnsled): bombarderede; objekt (genstandsled): København. 

Verbet at bombardere bliver til verbalsubstantivet bombardement.
Subjektiv genitiv: Englændernes bombardement.
Objektiv genitiv: Københavns bombardement.
I begge tilfælde drejer det sig om det samme bombardement, der foregik i 1807.
Englænderne er logisk subjekt; København er logisk objekt.

Possessive pronominer (ejestedord) bøjet i genitiv:
- 1. person, ental — min, mit, mine
- 2. person, ental — din, dit, dine, Deres
- 3. person, ental — hans, hendes, dens, dets, sin, sit, sine
- 1. person, flertal — vores, vor, vort, vore
- 2. person, flertal — jeres, Deres
- 3. person, flertal — deres